# Hypsosinga lithyphantoides
Hypsosinga lithyphantoides är en spindelart som beskrevs av Lodovico di Caporiacco 1947. Hypsosinga lithyphantoides ingår i släktet Hypsosinga och familjen hjulspindlar. Utöver nominatformen finns också underarten H. l. dealbata.